# Grant County, Nebraska
Grant County är ett administrativt område i delstaten Nebraska, USA. År 2010 hade county 614 invånare. Den administrativa huvudorten (county seat) är Hyannis. 

## Geografi
Enligt United States Census Bureau så har countyt en total area på 2 029 km². 2 011 km² av den arean är land och 18 km² är vatten. 

### Angränsande countyn
- Cherry County - nord
- Hooker County - öst
- Arthur County - syd
- Garden County - väst
- Sheridan County - nordväst